# Piccolo Ermitage

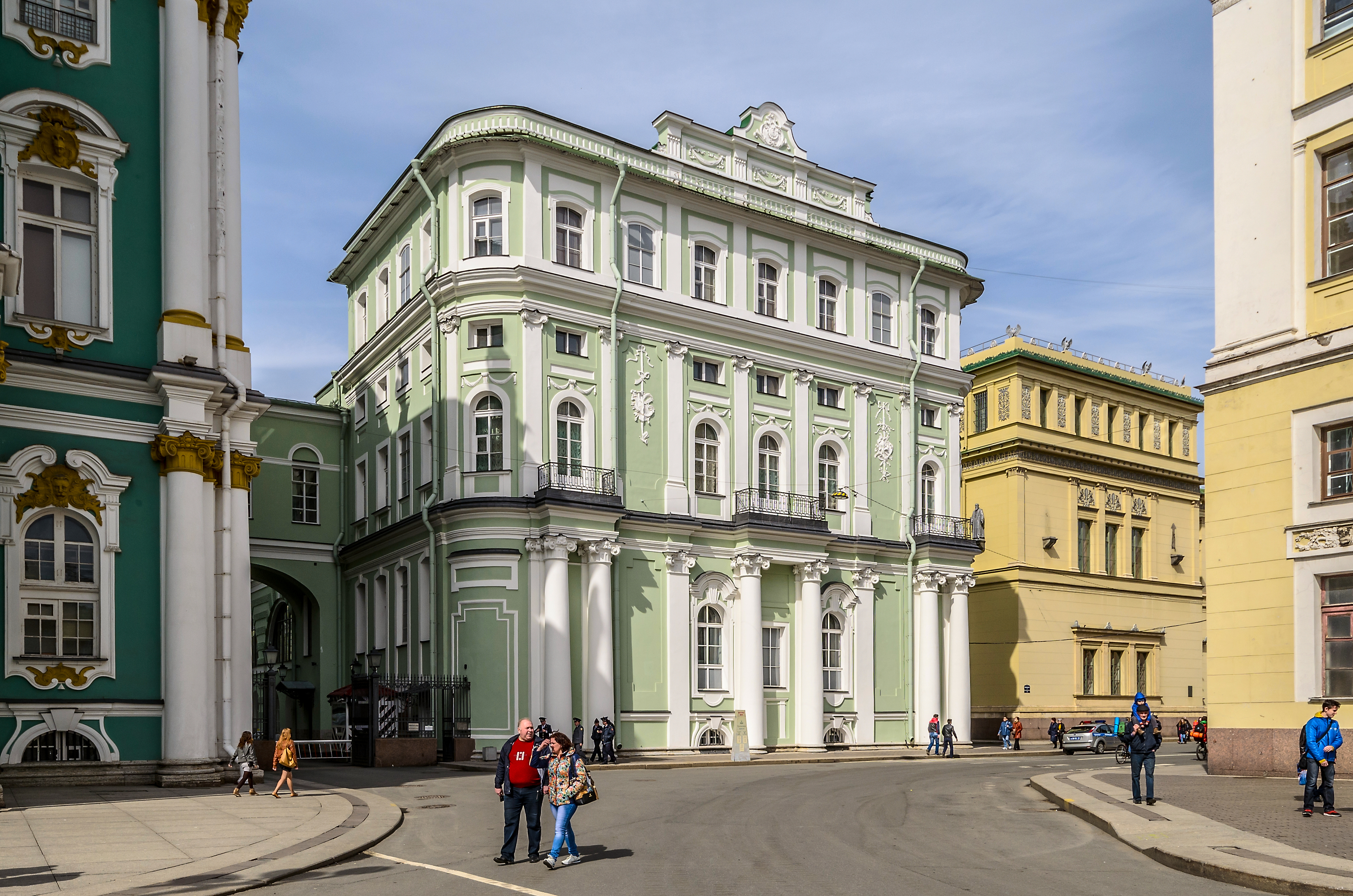
Piccolo Ermitage

Il Piccolo Ermitage, o Petit Ermitage in francese, a San Pietroburgo in Russia, è uno dei cinque edifici componenti l'Ermitage.
Caterina II, dopo la sua ascesa al trono, avvenuta nel 1762, apportò alcuni cambiamenti e modifiche alle decorazioni e alle disposizioni degli interni del Palazzo. Proprio grazie a lei, vennero fatti costruire vicino alla residenza ufficiale gli edifici del Piccolo e del Vecchio Ermitage, contenenti le sue  collezioni di opere d'arte.
Il Piccolo Ermitage venne aggiunto da Georg Friedrich Veldten e Jean-Baptiste Michel Vallin de La Mothe, tra il 1764 e il 1775, nella facciata orientale del Palazzo, unito all'edificio principale grazie ad un giardino pensile.
Caterina volle fortemente la costruzione dell'edificio per avere un "piccolo rifugio privato" per sfuggire dal caos e dal trambusto di corte e per custodire le opere d'arte che acquistava nei mercati europei durante le sue visite: per questo gli diede il nome vezzoso di Petit Ermitage.